# Monika Koroliovienė
Monika Koroliovienė (* 22. März 1984 in Vilnius) ist eine litauische konservative Politikerin. Seit 2024 ist sie Vizeministerin der Verteidigung.

## Leben
Nach dem Abitur  am Gymnasium ihrer Heimatstadt absolvierte Monika Koroliovienė von 2002 bis 2004 ein Bachelorstudium der Politikwissenschaft und von 2004 bis 2006 ein Masterstudium Internationale Beziehungen und Diplomatie am Institut für Internationale Beziehungen und Politikwissenschaften der Universität Vilnius in der litauischen Hauptstadt Vilnius, 2012 den Europäischen Sicherheitskurs am Genfer Zentrum für Sicherheitspolitik in der Schweiz. Von  2004 bis 2005 studierte sie  Europastudien und Vergleichende Politikwissenschaft an der Freien Universität Berlin. 2008 bildete sie sich weiter am NATO Defense College in Italien und 2007 an der Creighton University in den USA.
Von 2007 bis 2011 arbeitete sie als Oberspezialistin und von 2011 bis 2016 als Beraterin sowie von 2016 bis 2017 als Leiterin der NATO-Unterabteilung am Verteidigungsministerium Litauens. Von 2019 bis 2020 leitete sie dort die Gruppe für Verteidigungspolitik.
Von 2017 bis 2019 war sie Beraterin des litauischen Präsidenten Gitanas Nausėda. Von 2020 bis 2024 war sie Verteidigungsberaterin der in der litauischen Botschaft in den USA. 
Seit August 2024 ist sie Vizeministerin, Stellvertreterin des Ministers Laurynas Kasčiūnas im Kabinett Šimonytė, geleitet von Ingrida Šimonytė. Sie ist Nachfolgerin der Vizeministerin Greta Monika Tučkutė.
Monika Koroliovienė ist verheiratet und hat eine Tochter.